# Mrzlo Polje, Ivančna Gorica
Mrzlo Polje este o localitate din comuna Ivančna Gorica, Slovenia, cu o populație de 33 de locuitori.